# Amaël Moinard
Amaël Moinard (Cherbourg, 2 febbraio 1982) è un ex ciclista su strada francese, professionista dal 2005 al 2019 e vincitore di una tappa alla Parigi-Nizza 2010.

## Palmarès
- 2004 (Jean Floc'h, due vittorie)

4ª tappa Vuelta al Bidasoa
Classifica generale Saint-Brieuc Agglo Tour
- 2007 (Cofidis, una vittoria)

3ª tappa Route du Sud (Cierp-Gaud > Saint-Lary-Soulan)
- 2010 (Cofidis, una vittoria)

7ª tappa Parigi-Nizza (Nizza > Nizza)
- 2014 (BMC, una vittoria)

2ª tappa Tour du Haut-Var (Draguignan > Draguignan)

### Altri successi
- 2007 (Cofidis)

Classifica scalatori La Méditerranéenne
- 2010 (Cofidis)

Classifica scalatori Parigi-Nizza
- 2015 (BMC)

1ª tappa Vuelta a España (Puerto Banús > Marbella, cronosquadre)

## Piazzamenti

### Grandi Giri
- Giro d'Italia

2006: 112º
2007: 46º
2015: 15º
- Tour de France

2008: 14º
2009: 61º
2010: 67º
2011: 65º
2012: 45º
2013: 56º
2014: 45º
2016: 45º
2017: 32º
2018: 48º
2019: 92º
- Vuelta a España

2009: 18º
2012: 99º
2015: 59º

### Classiche monumento
- Milano-Sanremo

2009: 129º
- Liegi-Bastogne-Liegi

2007: 111º
2008: 55º
2009: 40º
2010: 75º
2011: 81º
2012: ritirato
2013: 76º
2014: 69º
2017: 106º
2018: 99º
2019: ritirato
- Giro di Lombardia

2005: ritirato
2006: 89º
2016: ritirato
2017: ritirato

### Competizioni mondiali
- Campionati del mondo

Stoccarda 2007 - In linea Elite: ritirato
Varese 2008 - In linea Elite: 26º
Toscana 2013 - In linea Elite: 56º